# Angelo Lorenzetti
Angelo Lorenzetti (Fano, Italia, 11 de mayo de 1964) es un entrenador de voleibol italiano actualmente en el banquillo del Trentino Volley de Italia.

## Biografía
Empezó entrenando el equipo de su ciudad natal el Virtus Fano en la Segunda División de Italia en 1988 y tras cuatro temporadas fue elegido seleccionador del equipo juvenil de Italia. Regresó a Fano en 1999-2000 y acabó la temporada ganando la Copa de Italia de Serie A2, su primer título a nivel de clubes. El año siguiente debutó en la  Serie A1 en el banquillo del Pallavolo Padova donde se quedó por una temporada antes de fichar por el Pallavolo Modena el club más titulado de Italia.
En la temporada 2001-02 ganó el campeonato tras imponerse al Sisley Treviso por 3-1 en la serie de la final de los Playoff y en 2002-03 llegó hasta la final de la  Champions League donde el Pallavolo Modena fue derrotado por 3-0 por el Lokomotiv Bélgorod.
Fue destituido en 2004 y tras otro año al mando de la selección juvenil de Italia se quedó sin trabajo por una temporada. En verano 2006 fue contratado por el Blu Volley Verona y en la temporada 2007-08 fichó por el Pallavolo Piacenza. Consiguió ganar el primer título en la historia del club en la temporada 2008-09 cuando el equipo de Emilia se coronó campeón de Italia al derrotar por 3-2 en la serie final al Trentino Volley.
En la temporada 2012-13 regresó al Pallavolo Modena por cuatro temporadas ganando otro scudetto, dos  Copas de Italia y la Supercopa de Italia de 2015. 
Dejó el club al final de la temporada 2015-16 y el 4 de julio de 2016 es nombrado nuevo entrenador del Trentino Volley en lugar del búlgaro Radostin Stoytchev. Al mando del equipo trentino logra sus primeros títulos internacionales en la temporanea 2018-19, el Mundial de Clubes 2018 y la Copa CEV. En octubre de 2021 se convierte en el primer entrenador en ganar la Supercopa de Italia con tres equipos distintos: a los triunfos al mando de Piacenza (2009) y Modena (2015) añade el conseguido con Trentino Volley al derrotar el Vero Volley Monza en la final.

## Palmarés
Competiciones
- Copa de Italia de A2 (1): 1999-2000
- Campeonato de Italia (3): 2001-02, 2008-09, 2015-16
- Copa de Italia (2): 2014-15, 2015-16
- Supercopa de Italia (3): 2009, 2015, 2021
- Copa Mundial de Clubes (1): 2018
- Copa CEV (1): 2018-19